# میینما

موقعیت سنتی میینما در شهرستان نوربوتن و لاپلند فنلاند

مییَنْما (مینَکلی، به معنای سرزمین ما) یا گاهی اوقات دره تورنه یا دره رودخانه تورنه (به فنلاندی: Tornionlaakso؛ سوئدی: Tornedalen) منطقه‌ای است سنتی که در مرز بین سوئد و فنلاند قرار دارد.  

## موقعیت
نام این منطقه از رودخانه تورن گرفته‌شده است که از دره‌ای به همین نام می‌گذرد و به خلیج بوتنی می‌ریزد. از نظر جغرافیایی، شهرها و شهرداری‌های تشکیل دهنده این منطقه عبارتند از بخش هاپاراندا، بخش اورتورنیو، بخش پایالا و بخش کیرونا در سوئد و تورنیو، ویتورنیو، پللو، کولاری، مونیو و اینونتکیو در فنلاند.
از نظر فرهنگی، شهرداری کوهستانی سوئد بخش یلیواره نیز به دلیل سهم زیادی از جمعیت زبان مینکیلی، بخشی ازمنما در نظر گرفته می‌شود. دره تورنه را نباید با ناحیه دره تورنه اشتباه گرفت.
با وجود غلبه زبان سوئدی در این منطقه، نام‌های خانوادگی و نام‌های روستایی مینَکلی هنوز در سمت سوئدی مرز رایج است. این سوی مرز دارای زبان فنلاندی استاندارد به عنوان تنها زبان گفتاری است.